# Pardogryllacris abnormis
Pardogryllacris abnormis är en insektsart som beskrevs av Heinrich Hugo Karny 1937. Pardogryllacris abnormis ingår i släktet Pardogryllacris och familjen Gryllacrididae. Inga underarter finns listade i Catalogue of Life.